# Resolutie 603 Veiligheidsraad Verenigde Naties
Resolutie 603 van de Veiligheidsraad van de Verenigde Naties werd op 25 november 1987 met unanimiteit van stemmen aangenomen. De resolutie verlengde de UNDOF-waarnemingsmacht in de Golanhoogten met een half jaar.

## Achtergrond
Na de Jom Kipoeroorlog kwamen Syrië en Israël overeen de wapens neer te leggen. Een waarnemingsmacht van de Verenigde Naties moest op het uitvoeren van de twee gesloten akkoorden toezien. Tijdens de oorlog bezette Israël de Golanhoogten, die het in 1981 annexeerde.

## Inhoud
De Veiligheidsraad:
- Heeft het rapport van secretaris-generaal Javier Pérez de Cuéllar over de VN-waarnemingsmacht in beraad genomen.
- Beslist:
a. De partijen op te roepen onmiddellijk resolutie 338 (1973) uit te voeren.
b. Het mandaat van de macht met een periode van zes maanden te verlengen, tot 31 mei 1988.
c. De secretaris-generaal te vragen tegen die tijd te rapporteren over de ontwikkelingen en de genomen maatregelen om resolutie 338 uit te voeren.

## Verwante resoluties
- Resolutie 596 Veiligheidsraad Verenigde Naties
- Resolutie 599 Veiligheidsraad Verenigde Naties
- Resolutie 605 Veiligheidsraad Verenigde Naties
- Resolutie 607 Veiligheidsraad Verenigde Naties (1988)

Lijst ·  594 ·  595 ·  596 ·  597 ·  598 ·  599 ·  600 ·  601 ·  602 ·  603 ·  604 ·  605 ·  606